# 器楽曲
器楽曲（きがくきょく）とは、器楽のための楽曲である。対義語は声楽曲。ポピュラー音楽系では英語（Instrumental）の日本語（カタカナ）表記でインストゥルメンタル、インスツルメンタル、インストルメンタル、インストゥメンタル、またはこれらを略してインストなどともいう（対義語はボーカル）。
人声を一切用いず、楽器のみで演奏されれば器楽曲と呼ばれる。狭義には、ピアノなどの独奏楽器のための独奏曲のことをいって、管弦楽、室内楽などと区別する。
また、アニメやドラマなどの劇伴において、主題歌の歌声の部分を楽器で演奏した曲は器楽曲（インスト）、又は旋律（メロディ）のみの管弦楽曲（オーケストラ）であることから「メロオケ」と呼ぶ。菊池俊輔は1970年代に劇伴を作る際、主題歌のインストを多用していた作曲家として知られている。

## 器楽曲の分類
| 器楽曲 | 独奏曲（狭義の器楽曲）                                                         | ピアノ曲                                                 | ピアノ曲                                                 |
| 器楽曲 | オルガン曲                                                                     |                                                          |                                                          |
| 器楽曲 | チェンバロ曲                                                                   |                                                          |                                                          |
| 器楽曲 | ギター曲                                                                       |                                                          |                                                          |
| 器楽曲 | 無伴奏ヴァイオリンソナタ、無伴奏チェロソナタなど、無伴奏の擦弦楽器のための作品 |                                                          |                                                          |
| 器楽曲 | 室内楽曲                                                                       | ヴァイオリンソナタなど、鍵盤楽器と独奏楽器による二重奏曲 | ヴァイオリンソナタなど、鍵盤楽器と独奏楽器による二重奏曲 |
| 器楽曲 | 室内楽曲                                                                       | 弦楽四重奏曲                                             |                                                          |
| 器楽曲 | 室内楽曲                                                                       | 弦楽五重奏曲                                             |                                                          |
| 器楽曲 | 室内楽曲                                                                       | 弦楽六重奏曲                                             |                                                          |
| 器楽曲 | 室内楽曲                                                                       | ピアノ三重奏曲                                           |                                                          |
| 器楽曲 | 室内楽曲                                                                       | ピアノ四重奏曲                                           |                                                          |
| 器楽曲 | 室内楽曲                                                                       | ピアノ五重奏曲 など                                      |                                                          |
| 器楽曲 | 合奏曲                                                                         | 管弦楽曲                                                 | 交響曲                                                   |
| 器楽曲 | 合奏曲                                                                         | 管弦楽曲                                                 | 協奏曲                                                   |
| 器楽曲 | 合奏曲                                                                         | 管弦楽曲                                                 | 狭義の管弦楽曲                                           |
| 器楽曲 | 合奏曲                                                                         | 弦楽合奏曲                                               |                                                          |
| 器楽曲 | 合奏曲                                                                         | 吹奏楽曲                                                 |                                                          |

## ポピュラー音楽でのインストゥルメンタル
ポピュラー音楽のインストゥルメンタル曲では主に以下の楽器がリード楽器として用いられる。
- ピアノ
- エレクトリックピアノ
- トランペット
- サクソフォーン
- クラリネット
- フルート
- アコースティック・ギター
- エレクトリック・ギター
- ハモンドオルガン
- シンセサイザー
- エレクトリックベース
- ドラムス
- ウインドシンセサイザー

## 主なミュージシャン（ジャズ・クラシックを除く）
- R&B、サーフロック、イージーリスニング、映画音楽などの、特に重要なアーティストのリスト。

### グループ
- JBズ
- アヴェレイジ・ホワイト・バンド
- ハーブ・アルパート&ザ・ティファナ・ブラス
- ザ・ベンチャーズ
- ブッカー・T&ザ・MG's
- インクレディブル・ボンゴ・バンド（英語版）
- リズム・ヘリテイジ（英語版）
- MFSB
- ラヴ・アンリミテッド・オーケストラ
- スカタライツ
- ファンク・ブラザーズ（英語版）
- トルネイドース
- ザ・ダコタス
- アストロノウツ
- シャドウズ
- ザ・スプートニクス（英語版）
- マーケッツ（英語版）
- ルーターズ（英語版）
- チャンプス（英語版）
- 女子十二楽坊

#### 国内
- Earth Conscious
- ACOMENTAL
- イエロー・マジック・オーケストラ
- 大瀬戸千嶋
- カシオペア
- カルメラ
- ゴンチチ
- SAKEROCK
- Choro Club
- スペクトラム
- SPECIAL OTHERS
- SOIL&"PIMP"SESSIONS
- sources
- ソノダバンド
- T-SQUARE
- DIMENSION
- te'
- DEPAPEPE
- 寺内タケシとブルージーンズ
- 東京スカパラダイスオーケストラ
- パイナップルボーイズ
- プリズム
- PE'Z
- MAD3
- mudy on the 昨晩
- MONO
- 山弦
- レ・フレール

### ソロ（オーケストラの指揮者も含む）
- ラロ・シフリン
- ジョン・バリー
- ニーノ・ロータ
- フランシス・レイ
- エンニオ・モリコーネ
- パーシー・フェイス
- マイク・オールドフィールド
- ヴァンゲリス
- フェラ・クティ
- フェミ・クティ
- サム・テイラー
- ピーナッツ・ハッコー
- ピエール・ポルト
- シル・オースチン
- フランク・プゥルセル
- ビリー・ヴォーン
- ポール・モーリア
- ニニ・ロッソ
- レイモン・ルフェーブル
- デイヴ・グルーシン
- フランク・ミルズ
- マイク・ポスト
- ジョニー・ペイト（英語版）
- ビル・ドゲット（英語版）
- ファウスト・パペッティ（英語版）
- ジョージ・ウィンストン
- リチャード・クレイダーマン

#### 国内
- 押尾コータロー
- coba
- 騒音のない世界
- 西村由紀江
- 平沢進
- 松下奈緒
- 松井咲子
- 森保まどか
- 入江麻衣子
- まらしぃ
- レイ・ハラカミ
- 神谷操